# Schwerstedt, Sömmerda
Schwerstedt är en kommun och ort i Landkreis Sömmerda i förbundslandet Thüringen i Tyskland.
Kommunen ingår i förvaltningsgemenskapen Straußfurt tillsammans med kommunerna Gangloffsömmern, Haßleben, Riethnordhausen, Straußfurt, Werningshausen och Wundersleben.